# Мартин Болсам
Мартин Хенри Болсам (на английски: Martin Henry Balsam) е американски актьор.

## Биография
Роден е на 4 ноември 1919 година в Ню Йорк в еврейско семейство на производител на спортно облекло. Отрано започва да се занимава с театър и след службата си във военновъздушните сили през Втората световна война започва да работи в телевизията, а след това и киното. През годините се снима във филми като „Дванадесет разгневени мъже“ („12 Angry Men“, 1957), „Психо“ („Psycho“, 1960), „Хиляда клоуна“ („A Thousand Clowns“, 1965), за който получава „Оскар“ за поддържаща роля, „Цялото президентско войнство“ („All the President's Men“, 1976).
Мартин Болсам умира от инсулт на 13 февруари 1996 година в Рим, където се намира на почивка.

## Избрана филмография
| Година | Филм                         | Оригинално заглавие          | Роля                     | Режисьор        |
| ------ | ---------------------------- | ---------------------------- | ------------------------ | --------------- |
| 1954   | На кея                       | On the Waterfront            | Джилет                   | Елия Казан      |
| 1957   | Дванадесет разгневени мъже   | 12 Angry Men                 | Съдебен заседател 1      | Сидни Лумет     |
| 1959   | Ал Капоне                    | Al Capone                    | Мак Кийли                | Ричард Уилсън   |
| 1959   | Посред нощ                   | Middle of the Night          | Джак                     | Делбърт Ман     |
| 1960   | Психо                        | Psycho                       | Детектив Милтън Арбогаст | Алфред Хичкок   |
| 1961   | Закуска в Тифани             | Breakfast at Tiffany's       | О. Д. Бърман             | Блейк Едуардс   |
| 1965   | Хиляда клоуна                | A Thousand Clowns            | Арнолд Бьорнс            | Фред Коу        |
| 1966   | След лисицата                | Caccia alla volpe            | Хари Граноф              | Виторио Де Сика |
| 1970   | Параграф 22                  | Catch-22                     | Полковник Кеткарт        | Майк Никълс     |
| 1974   | Убийство в Ориент Експрес    | Murder on the Orient Express | Сеньор Бианки            | Сидни Лумет     |
| 1976   | Цялото президентско войнство | All the President's Men      | Хауърт Саймънс           | Алън Пакула     |
| 1985   | Смъртоносно желание 3        | Death Wish 3                 | Бенет Крос               | Майкъл Уинър    |
| 1991   | Нос Страх                    | Cape Fear                    | Съдията                  | Мартин Скорсезе |